# 寺岡記念病院
寺岡記念病院（てらおかきねんびょういん）は、社会医療法人社団陽正会が広島県福山市新市町に設置する病院である。

## 理念・スローガン
- 理念
  - トータル & シームレスケア　：全人的で切れ目のない医療提供の推進[1]

- スローガン
  - 保健、医療、福祉の統合とネットワーク形成による新地域医療を実践しよう[2]

## 沿革
（この節の出典）
- 1946年11月　　診療所開設　『寺岡医院』　寺岡　正 院長
- 1951年02月　　現在地に病院開設　『寺岡病院』寺岡　正 病院長
- 1977年02月　　医療法人設立　『医療法人社団陽正会 寺岡病院』　寺岡　正 病院長
- 1980年05月　　病院長交代　寺岡　正　理事長、寺岡　暉　病院長
- 1980年07月　　病院名称変更　『医療法人社団陽正会　寺岡記念病院』寺岡　正　理事長、寺岡　暉　病院長
- 1997年04月　　理事長交代　寺岡　暉　理事長・病院長
- 2003年01月　　医療法人から特定医療法人へ移行　『特定医療法人社団陽正会 寺岡記念病院』寺岡　暉　理事長・病院長
- 2006年02月　　病院長交代　寺岡　暉　理事長・武田　昌　病院長
- 2008年09月　　医療法人社団みのり会　北川病院と経営統合
- 2009年03月　　特定医療法人　から　社会医療法人へ移管
- 2009年04月　　神石高原町立病院　開院（指定管理）
- 2011年04月　　医療法人社団みのり会　北川病院 施設転換
- 2014年07月　　多世代交流施設ローカルコモンズしんいち　開設
- 2014年12月　　医療法人社団みのり会と合併
- 2019年06月　　理事長交代　寺岡　謙　理事長、寺岡　暉会長

## 診療科目
（この節の出典）
- 内科
- 外科
- 脳神経外科
- 整形外科
- 泌尿器科
- リハビリテーション科
- リウマチ科
- 形成外科
- 神経内科
- 循環器内科

## 医療機関の指定・認定
（下表の出典）
| 保険医療機関                                   | 結核指定医療機関                       |
| 労災保険指定医療機関                           | 指定小児慢性特定疾病医療機関           |
| 指定自立支援医療機関（更生医療）               | 原子爆弾被害者一般疾病医療取扱医療機関 |
| 指定自立支援医療機関（育成医療）               | 特定疾患治療研究事業委託医療機関       |
| 指定自立支援医療機関（精神通院医療）           | 在宅療養後方支援病院                   |
| 身体障害者福祉法指定医の配置されている医療機関 | DPC対象病院                            |
| 生活保護法指定医療機関                         |                                        |

- 救急告示病院[5]
- 公益財団法人日本医療機能評価機構認定病院[6]

## 学会等の認定
- 日本外科学会専門医制度関連施設
- 日本脳神経外科学会専門医訓練施設
- 日本整形外科学会専門医研修施設
- 日本形成外科学会教育関連施設
- 日本透析医学会教育関連施設
- 日本脳卒中学会認定研修教育病院
- 日本脳ドック学会認定施設
- 日本認知症学会教育施設
- 協力型臨床研修病院

## 併設施設
- 腎センター
- リハビリテーションセンター
- 脳健診センター
- 通所リハビリテーション「フォース」

## 病床数
- 本館2階急性期病棟　41床
- 本館3階急性期病棟　53床
- 本館4階地域包括ケア病棟　53床
- 東館2階回復期リハビリテーション病棟　34床
- 東館3階慢性期病棟　30床
- 療養病床52床（医療療養36床・介護療養16床）

## アクセス
- JR福塩線「上戸手駅」より徒歩5分[7]
- 中国バス「上戸手寺岡記念病院前」停留所下車、徒歩3分[7]
- 山陽自動車道福山東ICより国道182号線→国道486号線で35分[7]